# レッスン!
『レッスン！』（原題：Take the Lead）は、2006年製作のアメリカ映画。

## ストーリー
ニューヨークで社交ダンスを教える社交ダンサーピエール・デュレイン(アントニオ・バンデラス)。彼はある晩、スラム街を通りかかった際、車を破壊している少年を見かける。
翌日、車の持ち主がある高校の校長だったことからその学校を訪ね、何か生徒たちの助けになれることはないかと持ちかける。すさんだ環境、限られた予算のなかで奮闘するジェームズ校長(アルフレ・ウッダード)の目には、紳士的なデュレインのオファーは冗談に思え、それではと面白半分に落ちこぼれの生徒だけを集めた放課後のグループを教えることを許可する。そして、その中にはあの晩見かけた少年・ロック(ロブ・ブラウン)の姿があった。
家庭に様々な問題を抱えたり、ギャングともつながりのある生徒達を前に、ダンスで人生への情熱と、他の人を尊重し思いやる心を取り戻させたいと思うデュレイン。しかし、生徒達はヒップホップで育ってもおり、社交ダンスなどダサくてやってられないと帰ってしまう。
そんな彼らに、デュレインはモーガン(カティア・バーシラス)とともに情熱的なタンゴを披露。一瞬にして彼らを社交ダンスの虜にする。悪戦苦闘しながらも、デュレインは熱意を持って教え、生徒たちも初めて触れる新たな世界に夢中になる。もともと音楽に親しんできた彼らは瞬く間にデュレインの教えを吸収し、さらには、基本的なステップから、得意とするヒップホップを融合させた新たなステップをも生み出してしまう。
そんな生徒たちにデュレインは、シティ・ダンスホールで開催される社交ダンス大会への出場を提案。それぞれ悩みを抱えながらも練習を積み、優勝を目指す。

## キャスト
| 役名                 | 俳優                   | 日本語吹替 | 役柄                                           |
| -------------------- | ---------------------- | ---------- | ---------------------------------------------- |
| ピエール・デュレイン | アントニオ・バンデラス | 大塚明夫   | 社交ダンサー。特別講師として高校に赴任。       |
| ロック               | ロブ・ブラウン         | 西前忠久   | 居残りクラスの生徒。複雑な家庭環境に悩む少年。 |
| ラレッタ             | ヤヤ・ダコスタ         | 小島幸子   | 居残りクラスの生徒。ロックのダンスパートナー。 |
| ジェームズ校長       | アルフレ・ウッダード   | 磯辺万沙子 | 高校の校長。                                   |
| ラモス               | ダンテ・バスコ         |            | 居残りクラスの生徒。                           |
| エディ               | マーカス・T・ボールク  |            | 居残りクラスの生徒。                           |
| サーシャ             | ジェナ・ディーワン     | 若原美紀   | 居残りクラスの生徒。                           |
| ティナ               | ローラ・ベナンティ     |            |                                                |
| モーガン             | カティア・バーシラス   | 宇乃音亜季 | ダンサー。                                     |

## エピソード
この映画の主人公のピエール・デュレイン（Pierre Dulaine）は実在の人物である。イギリス出身のデュレイン（映画では父がスペイン、母がフランス系だという）は、多くの大会で優勝したダンサーで、ブラックプールで4度の優勝経験を持つ。自身のダンス教室の他、ジュリアード音楽院等にもクラスを持っている。
映画では、舞台は高校となっているが、実際は小学校。現在も、毎年およそ7,500名の生徒に教えている。
プロデューサーのダイアン・ナバトフがデュレインのドキュメンタリー番組をみて感銘を受け、映画化を思いついた。